# Jour férié
Un jour férié est une journée pendant laquelle un événement se fête.
Le plus souvent, le jour férié revient tous les ans. Il peut s'agir d'un événement civil, religieux ou commémorant un événement historique. Il n'est pas obligatoirement exempt de travail. Les lois de chaque pays ou les conventions collectives des entreprises précisent les modalités et les dispositions à appliquer, notamment en matière de rémunération (jour payé ou non payé).

## Afrique

### Afrique du Sud
| Date         | Nom français                                   | Nom local                                                      |
| ------------ | ---------------------------------------------- | -------------------------------------------------------------- |
| 1er janvier  | Jour de l'An                                   | New Year's Day                                                 |
| 21 mars      | Fête des droits de l'homme                     | Human Rights Day                                               |
|              | Vendredi Saint                                 | Good Friday                                                    |
| 3 avril      | Lundi de Pâques                                | Easter Monday                                                  |
| 27 avril     | Jour de la Liberté (fête nationale)            | Freedom Day/Vryheid dag                                        |
| 1er mai      | Fête du Travail                                | Labour Day                                                     |
| 16 juin      | Fête de la jeunesse                            | Youth Day                                                      |
| 9 août       | Fête nationale des femmes                      | National Women's Day                                           |
| 24 septembre | Fête du patrimoine                             | Heritage Day                                                   |
| 4 octobre    | Fête nationale                                 |                                                                |
| 16 décembre  | Fête de la réconciliation (ancien jour du vœu) | Reconciliation Day (Day of the Vow / Geloftedag / Dingaansdag) |
| 25 décembre  | Noël                                           | Christmas Day                                                  |
| 26 décembre  | (Fête de Bienveillance)                        | Day of Goodwill                                                |

### Algérie
| Date         | Nom                    | Indication |
| ------------ | ---------------------- | --- |
| 1er janvier  | Jour de l'an           | |
| 12 janvier   | Yennayer               | Jour du nouvel an berbère. Décrété comme fête nationale par le chef de l'Etat le 27 décembre 2017 et qui prend effet à partir du 12 janvier 2018. |
| 19 mars      | Cessez-le-feu          | Jour célébrant le cessez-le-feu, mettant « officiellement » fin à la guerre d'Algérie.                                                            |
| 1er mai      | Fête du Travail        | |
| 5 juillet    | Fête de l'indépendance | Jour célébrant l'indépendance de l'Algérie sur l'occupation française. Fête de la jeunesse.                                                       |
| 1er novembre | Fête de la Révolution  | Jour célébrant le déclenchement de la révolution contre l'occupation française dans plusieurs wilayas algériennes.                                |

| Date             | Nom                            | Indication |
| ---------------- | ------------------------------ | --- |
| 1er Mouharram    | Awal muharram                  | Premier jour de l’année musulmane (Hégire)                                                                                       |
| 10 Mouharram     | Achoura                        | 10e jour de Mouharram (Dieu sauve le prophète Moïse)                                                                             |
| 12 Rabia al awal | al-Mawlid an-nabaoui           | Jour de la naissance de Mahomet                                                                                                  |
| 1er Chawwal      | Aïd el-Fitr (ou Aïd el-Seghir) | Fin du ramadan, mois de jeûne et de prières pour les musulmans (trois jours)                                                     |
| 10 Dhou al-hijja | Aïd El Adha (ou Aïd el-Kebir)  | « La fête du sacrifice », commémoration de la soumission d’Abraham à Dieu, marque la fin du pèlerinage à La Mecque (trois jours) |

### Bénin
| Date               | Nom             | Remarques |
| ------------------ | --------------- | --------- |
| 1er janvier        | Jour de l'an    |           |
| 10 janvier         | Fête du Vodou   |           |
| Janvier (variable) | Tabaski         |           |
| Mars (variable)    | Pâques          |           |
| 1er mai            | Fête du Travail |           |
| Mai (variable)     | Ascension       |           |
| Juin (variable)    | Pentecôte       |           |
| Variable           | Maouloud        |           |
| 1er août           | Fête nationale  |           |
| 15 août            | Assomption      |           |
| 1er novembre       | Toussaint       |           |
| Variable           | Ramadan         |           |
| 25 décembre        | Noël            |           |

### Cameroun
| Date          | Nom                                                                                                | Remarques                                                                                                  |
| ------------- | -------------------------------------------------------------------------------------------------- | --- |
| 1er janvier   | Jour de l'an                                                                                       | |
| Variable      | Fête du Mouton                                                                                     | Aussi appelée « Tabaski » au nord Cameroun                                                                 |
| 11 février    | Jeunesse, Paix, Décentralisation et participation à la gouvernance locale pour un Cameroun nouveau | |
| mars ou avril | Vendredi saint                                                                                     | |
| 1er mai       | Fête du Travail                                                                                    | |
| 9 mai         | Ascension                                                                                          | |
| 20 mai        | Fête nationale                                                                                     | Ce jour marque la date de la naissance de la République unie du Cameroun et la fin du système fédéraliste. |
| 15 août       | Assomption                                                                                         | |
| Variable      | Fête du Ramadan                                                                                    | Fête musulmane, marquant la fin du jeûne.                                                                  |
| 25 décembre   | Fête de Noël                                                                                       | |

### République centrafricaine
| Date         | Nom français           | Nom local | Remarques |
| ------------ | ---------------------- | --------- | --------- |
| 13 août      | Fête de l'Indépendance |           |           |
| 1er décembre | Fête nationale         |           |           |

### République du Congo
| Date                                               | Nom                                                            | Remarques                                                                            |  |
| -------------------------------------------------- | -------------------------------------------------------------- | ------------------------------------------------------------------------------------ |  |
| 1er janvier                                        | Jour de l'an                                                   |                                                                                      |  |
| Lundi suivant le dimanche de Pâques                | Lundi de Pâques                                                | Pâques est célébré le premier dimanche suivant la première pleine lune de printemps. |  |
| 1er mai                                            | Fête du Travail                                                |                                                                                      |  |
| Jeudi 40 jours après Pâques                        | Ascension                                                      | Jésus ayant rassemblé ses fidèles rejoint son père aux cieux.                        |  |
| Septième dimanche après Pâques et le lundi suivant | Pentecôte (et lundi de Pentecôte)                              | Descente du Saint-Esprit parmi les apôtres.                                          |  |
| 10 juin                                            | Fête de la commémoration de la conférence nationale souveraine |                                                                                      |  |
| 15 août                                            | Fête nationale & Assomption                                    | Fête de l'indépendance - Anniversaire des 3 Glorieuses (13, 14, 15 août 1960)        |  |
| 1er novembre                                       | Toussaint                                                      | Fête de tous les saints                                                              |  |
| 28 novembre                                        | Journée de la République                                       |                                                                                      |  |
| 25 décembre                                        | Noël                                                           | Naissance de Jésus-Christ                                                            |  |

### République démocratique du Congo
| Date          | Nom                                                                | Remarques |
| ------------- | ------------------------------------------------------------------ | --------- |
| 1er janvier   | Nouvel an                                                          |           |
| 4 janvier     | Martyrs de l'Indépendance                                          |           |
| date variable | Lundi de Pâques                                                    |           |
| 1er mai       | Fête du Travail                                                    |           |
| 17 mai        | Chute de Mobutu                                                    |           |
| 30 juin       | Indépendance du Congo, fête nationale                              |           |
| 1er août      | Journée des morts l'avant midi, et des parents en vie l'après-midi |           |
| 25 décembre   | Noël                                                               |           |

au

### Côte d'Ivoire
| Date                                              | Nom (selon décret 2011-371)                                                | Remarques                                                                       |
| ------------------------------------------------- | -------------------------------------------------------------------------- | ------------------------------------------------------------------------------- |
| 1er janvier                                       | Fête du 1er janvier                                                        |                                                                                 |
| variable (1 jour après Paques)                    | Lundi de Pâques                                                            |                                                                                 |
| 1er mai                                           | Fête du travail                                                            | Également férié est le lendemain chaque fois que ladite fête tombe un dimanche. |
| variable (39 jours après Paques)                  | Jour de l’Ascension                                                        |                                                                                 |
| variable (50 jours après Paques)                  | Lundi de la Pentecôte                                                      |                                                                                 |
| 7 août                                            | Fête nationale                                                             | Également férié est le lendemain chaque fois que ladite fête tombe un dimanche. |
| 15 août                                           | Fête de l’Assomption                                                       |                                                                                 |
| 1er novembre                                      | Fête de la Toussaint                                                       |                                                                                 |
| 15 novembre                                       | Journée Nationale de la Paix                                               |                                                                                 |
| 25 décembre                                       | Fête de Noël                                                               | Également férié est le lendemain chaque fois que ladite fête tombe un dimanche. |
| variable (12 rabia al awal)                       | Lendemain de l’anniversaire de la naissance du Prophète Mahomet (Maouloud) |                                                                                 |
| variable (une des dix dernières nuits du ramadan) | Lendemain de la nuit du destin (Laïlatou-Kadr)                             |                                                                                 |
| variable (1er chawwal)                            | Fête du Ramadan (Aîd-El-Fitr)                                              | Également férié est le lendemain chaque fois que ladite fête tombe un dimanche. |
| variable (10 dhou al-hijja)                       | Fête de la Tabaski (Aîd-El-Kébir)                                          | Également férié est le lendemain chaque fois que ladite fête tombe un dimanche. |

Dans le calendrier musulman, le début du mois dépend de l’observation locale à l’œil nu de la nouvelle lune, et donc des conditions météorologiques juste à ce moment. Donc la date exacte et définitive des quatre fériés chômés en Côte d’Ivoire qui dépendent du calendrier musulman n’est connue que peu auparavant.

### Guinée
| Date        | Nom français | Nom local         | Remarques                                       |
| ----------- | ------------ | ----------------- | ----------------------------------------------- |
| 1er janvier |              | Jour de l'an      |                                                 |
| 1er mai     |              | Fête du travail   |                                                 |
| 25 mai      |              | Fête de l'Afrique | Création de l'Organisation de l'unité africaine |
| 25 décembre |              | Noël              | Naissance de Jésus-Christ                       |

  ~ Aïd El Kbir ~

### Kenya
| Date        | Nom français    | Nom local                    | Remarques |
| ----------- | --------------- | ---------------------------- | --- |
| 01/01       | Nouvel an       | New Year                     | |
| Variable    | Pâques          | Good Friday et Easter Monday | le vendredi précédant le dimanche de Pâques ainsi que le lundi suivant sont fériés                                                                       |
| 01/05       | Fête du travail | Labour Day                   | |
| 01/06       |                 | Madaraka Day                 | célèbre l'autonomie du pays (1er juin 1963) |
| 20/10       |                 | Mashujaa Day *               | en l'honneur des héros morts pour l'indépendance et célèbre l'anniversaire de l'arrestation, par les Britanniques, des Kapenguria six le 20 octobre 1952 |
| 12/12       | Fête nationale  | Jamhuri Day                  | marque les dates des 12 décembre 1963 (indépendance) et 12 décembre 1964 (constitution de la république)                                                 |
| 25 et 26/12 | Noël            | Christmas Day et Boxing Day  | |
| Variable    |                 | Idd-Ul-Fitr                  | marque la rupture du jeûne après le ramadan |

* Depuis le 27 août 2010, la nouvelle Constitution a supprimé de la liste des jours fériés Moi Day (10 novembre) et Kenyatta Day est devenu Mashujaa Day (« jour des héros morts pour l'indépendance »).

### Libye
| Date        | Nom français           | Nom local       | Remarques        |
| ----------- | ---------------------- | --------------- | ---------------- |
| 9 mars      | Jour de l’Armée        |                 |                  |
| septembre   | Fête du Ramadan        |                 |                  |
| novembre    | Fête de la Tabaski     |                 |                  |
| 24 décembre | Fête de l’Indépendance | Eid El Istiqlal | prononcé en 1951 |

### Mali
| Date         | Nom français | Nom local              | Remarques                                       |
| ------------ | ------------ | ---------------------- | ----------------------------------------------- |
| 1er janvier  |              | Jour de l'an           |                                                 |
| 20 janvier   |              | Fête de l'armée        |                                                 |
| 26 mars      |              | Journée des Martyrs    | Chute du régime de Moussa Traoré                |
| 1er mai      |              | Fête du travail        |                                                 |
| 25 mai       |              | Fête de l'Afrique      | Création de l'Organisation de l'unité africaine |
| 22 septembre |              | Jour de l'Indépendance | Indépendance envers la France en 1960           |
| 25 décembre  |              | Noël                   | Naissance de Jésus-Christ                       |

| Date hégire (lunaire) | Nom français                        | Nom local                         | Remarques |
| --------------------- | ----------------------------------- | --------------------------------- | --- |
| 1 ramadan             | Ramadan (la période de jeūne)       | Ramadane                          | Durant tout le mois du Ramadan qui n'est pas férié, mais les horaires de travail changent afin de rendre possible une rupture du jeûne à son domicile |
| 1er chawal            | Fête de la rupture du jeūne         | Aïd el-Fitr ou Aid el seghir      | Marque la fin du ramadan (deux jours fériés) |
| 10 doul hijja         | Fête du mouton ou fête du sacrifice | Aïd el-Kebir ou Aid el adha       | Commémore le sacrifice d'Abraham (Ibrahim) (deux jours fériés)                                                                                        |
| 12 rabii el awwal     | Naissance de Mahomet                | El mouloud ou El mawlid en nabawi | (deux jours fériés) |
| 1er Mouharram         | Jour de l'an hégire                 | Fatih Mouharram                   | |

### Maroc
Liste des fêtes religieuses civiles au Maroc.
| Date hégire (lunaire) | Nom français                        | Nom local                         | Remarques |
| --------------------- | ----------------------------------- | --------------------------------- | --- |
| 1 ramadan             | Ramadan (la période de jeūne)       | Ramadane                          | Durant tout le mois du Ramadan qui n'est pas férié, mais les horaires de travail changent afin de rendre possible une rupture du jeûne à son domicile |
| 1er chawal            | Fête de la rupture du jeūne         | Aïd el-Fitr ou Aid el seghir      | Marque la fin du ramadan (deux jours fériés) |
| 10 doul hijja         | Fête du mouton ou fête du sacrifice | Aïd el-Kebir ou Aid el adha       | Commémore le sacrifice d'Abraham (Ibrahim) (deux jours fériés)                                                                                        |
| 12 rabii el awwal     | Naissance de Mahomet                | El mouloud ou El mawlid en nabawi | (deux jours fériés) |
| 1er Mouharram         | Jour de l'an hégire                 | Fatih Mouharram                   | |

| Date        | Nom français                                     | Nom local                    | Remarques |
| ----------- | ------------------------------------------------ | ---------------------------- | --- |
| 1er janvier | Le nouvel an                                     | ras al ām                    | Un jour férié. |
| 11 janvier  | Manifeste de l'indépendance                      | Watiqat al Istiqlal          | Prononcé en 1944. |
| 1er mai     | Fête du Travail                                  | Aid a choghl                 | Un jour férié. |
| 30 juillet  | Fête du Trône                                    | Aid el àrch                  | C'est la plus importante fête civile au Maroc, cette cérémonie traditionnelle avait lieu le 3 mars à l'époque d'Hassan II, cette fête a été inaugurée en 1934 par des nationalistes marocains voulant défier les autorités françaises qui gouvernaient le Maroc. |
| 14 août     | anniversaire du retour de Oued Ed-Dahab-Lagouira |                              | |
| 20 août     | La révolution du roi et du peuple                | Thawratou el maliki wa chaāb | Il rappelle la déportation du sultan Mohammed V, après sa destitution par les autorités françaises en 1953, cet évènement avait provoqué un sursaut de nationalisme dans la population outrée par ce geste de la puissance coloniale.                            |
| 21 août     | Fête de la Jeunesse                              | Aid Achabab                  | L'anniversaire de SM le Roi Mohammed VI |
| 6 novembre  | La marche Verte                                  | El massira el khadrae        | depuis 1975 |
| 18 novembre | Fête de l'indépendance                           | Aid el istiqlal              | la fin du protectorat de la France sur le Maroc en 1956 |

### Nigeria
| Date              | Nom français                                             | Nom local | Remarques |
| ----------------- | -------------------------------------------------------- | --------- | --------- |
| 1er janvier       | Nouvel an                                                |           |           |
| Pâques            | Pâques                                                   |           |           |
| 1er mai           | Fête du travail                                          |           |           |
| 1er octobre       | Fête de l'indépendance du Nigeria                        |           |           |
| 25 décembre       | Noël                                                     |           |           |
| 26 décembre       | lendemain de Noël                                        |           |           |
| 12 Rabia al Awal  | Naissance du prophète Mahomet                            |           |           |
| 1er Chawwal       | Fête de la rupture du jeūne (Aïd el-Fitr ou Eïd al-Fitr) |           |           |
| 10 Dhou al Hidjia | Fête du mouton (Aïd el-Kebir ou Eïd al-Adha)             |           |           |

### Togo
| Date         | Nom                                                             | Remarques                   |
| ------------ | --------------------------------------------------------------- | --------------------------- |
| 1er janvier  | Jour de l'an                                                    |                             |
| 13 janvier   | Libération nationale                                            | Assassinat du 1er président |
| 24 janvier   | Libération économique (Commémoration de l'accident de Sarakawa) |                             |
| 27 avril     | Fête de l'indépendance                                          | Fête Nationale              |
| 1er mai      | Fête internationale du travail                                  |                             |
| 21 juin      | Martyrs du Togo                                                 |                             |
| 23 septembre | Commémoration de l’attaque terroriste                           |                             |
| 25 décembre  | Noël                                                            |                             |

### Tunisie
| Date                                                   | Nom                                              | Remarques                                                                     |
| ------------------------------------------------------ | ------------------------------------------------ | ----------------------------------------------------------------------------- |
| 1er janvier                                            | Jour de l'an                                     |                                                                               |
| 14 janvier                                             | Fête de la révolution et de la Jeunesse          | Renversement du président Zine el-Abidine Ben Ali durant la révolution (2011) |
| 20 mars                                                | Fête de l'indépendance                           |                                                                               |
| 12 de Rabia al awal, troisième mois de l'année lunaire | Mawlid                                           | Fête religieuse, date mouvante                                                |
| 9 avril                                                | Fête des Martyrs : Commémoration du 9 avril 1938 |                                                                               |
| 1er mai                                                | Fête du Travail                                  |                                                                               |
| 25 juillet                                             | Fête de la République                            |                                                                               |
| 13 août                                                | Fête de la femme                                 |                                                                               |
| 15 octobre                                             | Fête de l'Évacuation                             | Départ des dernières troupes françaises de la base de Bizerte                 |
| 1er et 2 Chawal (mois du calendrier lunaire)           | Aïd el-Fitr                                      | Fête religieuse, date mouvante                                                |
| 10 et 11 Dhou al-hijja (mois du calendrier lunaire)    | Aïd El Adha                                      | Fête religieuse, date mouvante                                                |
| 1er Mouharram (mois du calendrier lunaire)             | Ras El Am                                        | Jour de l'an hégire, date mouvante                                            |

## Amérique du Nord

### Canada

#### Dans l'ensemble du pays
- 1er janvier : Jour de l'an.
- Dernier vendredi avant Pâques : Vendredi saint. (Date variable, le 18 avril pour 2025 et le 3 avril pour 2026).
- Le dimanche de Pâques (date variable, le 20 avril pour 2025 et le 5 avril pour 2026).
- Lundi de Pâques
- Lundi 24 mai (ou le lundi qui précède cette fête) : Fête de la Reine (en anglais : Victoria Day). Ce congé est désigné de plusieurs manières différentes au Québec (voir plus bas).
- 1er juillet : Fête du Canada.
- Premier lundi de septembre : Fête du Travail.
- Second lundi d'octobre : Action de grâce (Thanksgiving en anglais) (la date diffère de l'Action de Grâce américaine).
- 11 novembre : Jour du Souvenir (commémoration de l'Armistice de 1918).
- 25 décembre : Noël.

#### Provinces et territoires
Chaque province et territoire du Canada adopte généralement les congés, cités plus haut, qui ont été décrétés par le gouvernement fédéral. Cependant, certains congés officiels peuvent varier, en particulier lorsque vient le temps de célébrer la journée nationale de ces régions.
- Alberta (9 congés)
  - Family Day (« Jour de la famille ») : troisième lundi de février.
  - Heritage Day : premier lundi d'août.

- Colombie-Britannique (9 congés)
  - B.C.Day (Fête de la Colombie-Britannique) : premier lundi d'août.

- Île-du-Prince-Édouard (6 congés)

- Manitoba (7 congés)

- Nouveau-Brunswick (7 congés)
  - Fête du Nouveau-Brunswick : premier lundi d'août.
  - Fête nationale de l'Acadie (en Acadie) : 15 août.
  - À noter : le Jour du Souvenir n'est pas une journée férié[9]

- Nouvelle-Écosse (6 congés)
  - Natal Day : premier lundi d'août.
  - À noter : le Jour du Souvenir n'est pas une journée férié[9]

- Nunavut (9 congés)
  - Premier lundi d'août.

- Ontario (8 congés)
  - À l'instar de plusieurs autres provinces, le premier lundi d'août est un jour férié, mais l'appellation peut varier d'une région ou d'une municipalité à l'autre. Par exemple, ce congé est nommé Simcoe Day à Toronto et Colonel By Day à Ottawa.
  - À noter : le Jour du Souvenir n'est pas une journée férié[9]

- Québec (8 congés)
  - Au Québec, les journées fériées (qui sont chômées et payées) sont[10] :
    - le 1er janvier (jour de l’An) ;
    - le Vendredi saint ou le lundi de Pâques, au choix de l’employeur ;
    - le lundi qui précède le 25 mai (Journée nationale des patriotes) ;
    - le 24 juin (fête nationale) ;
    - le 1er juillet (fête du Canada). Si cette date tombe un dimanche, elle est fêtée le 2 juillet ;
    - le premier lundi de septembre (fête du Travail) ;
    - le deuxième lundi d’octobre (Action de grâces) ;
    - le 25 décembre (jour de Noël).

  - À noter :
    - le Jour du Souvenir n'est pas une journée fériée[9] ;
    - au Québec, puisque traditionnellement plusieurs citoyens avaient un problème avec l'idée de célébrer la couronne britannique, la Fête de la Reine avait été rebaptisée Fête de Dollard, en l'honneur de Dollard des Ormeaux. En 2002, le gouvernement du Québec fait adopter par son Assemblée nationale la désignation « Journée nationale des patriotes », en mémoire de la rébellion des Patriotes de 1837-1838 ;
    - le premier lundi d'août n'est férié que dans certaines villes, dont celle de Québec (« fête civique »).

- Saskatchewan (9 congés)
  - Saskatchewan Day : premier lundi d'août.

- Terre-Neuve (6 congés)

- Territoires du Nord-Ouest (10 congés)
  - Journée nationale des Aborigènes : 21 juin.

- Yukon (9 congés)
  - Discovery Day : troisième lundi d'août.

### États-Unis

#### Dans l'ensemble du pays

##### Fêtes légales fédérales
| Date                           | Nom                    | Traduction                         | Remarques |
| ------------------------------ | ---------------------- | ---------------------------------- | --- |
| 1er janvier                    | New Year's Day         | Jour de l'an                       | |
| le troisième lundi de janvier  | Martin Luther King Day | Journée de Martin Luther King      | Aussi : Commémoration de la naissance de Robert Lee                                                                                                  |
| le troisième lundi de février  | Présidents Day*        | Journée de la Présidence           | Aussi : Commémoration de la naissance de George Washington                                                                                           |
| le dernier lundi de mai        | Memorial Day*          | Jour du souvenir                   | Célèbre les citoyens des États-Unis morts pour la patrie en service commandé                                                                         |
| 4 juillet                      | Independence Day       | Jour de l'Indépendance             | |
| le premier lundi de septembre  | Labor Day              | Fête du Travail                    | |
| le deuxième lundi d'octobre    | Columbus Day*          | Commémoration de Christophe Colomb | |
| 11 novembre                    | Veterans Day           | Journée des Anciens Combattants    | |
| le quatrième jeudi de novembre | Thanksgiving Day       | Journée d'Actions de Grâce         | Célèbre la première récolte des pèlerins du Mayflower en 1621 et plus généralement les grâces accordées aux États-Unis d'Amérique et à ses citoyens. |
| 25 décembre                    | Christmas Day          | Noël                               | |

* Fêtes généralement chômées sur tout le territoire des États-Unis, en particulier dans les administrations, les écoles, les banques, etc.
** Il y a des jours fériés supplémentaires liés à l'élection présidentielle à la fin de l'année d'élection et au début de l'année suivante.

##### Autres fêtes principales célébrées dans l'ensemble des États-Unis
| Date                          | Nom                   | Traduction      | Remarques                     |
| ----------------------------- | --------------------- | --------------- | ----------------------------- |
| 14 février                    | Saint Valentine's Day | Saint-Valentin  | Fête des amoureux.            |
| 17 mars                       | Saint Patrick's Day   | Saint Patrick   | Fête de la nation irlandaise. |
| Dimanche de Pâques            | Easter Sunday         | Pâques          |                               |
| le deuxième dimanche de mai   | Mother's Day          | Fête des Mères  |                               |
| le troisième dimanche de juin | Father's Day          | Fête des Pères  |                               |
| 31 octobre                    | Halloween             | Halloween       |                               |
| 31 décembre                   | New Year's Eve        | Saint Sylvestre |                               |

##### Autres fêtes diversement célébrées dans l'ensemble des États-Unis
| Date                                                                         | Nom                              | Traduction                                        | Remarques |
| ---------------------------------------------------------------------------- | -------------------------------- | ------------------------------------------------- | --- |
| 24 janvier                                                                   | Belly Laugh Day                  | Journée du rire                                   | |
| 2 février                                                                    | Groundhog Day                    | Jour de la marmotte                               | Célébré surtout au nord des États-Unis et au Canada. Selon la tradition, si la marmotte sortant de son terrier ne voit pas son ombre, car le ciel est ennuagé, l'hiver est proche de sa fin ; si, en revanche, parce que le ciel est clair, elle voit son ombre et qu'apeurée elle se réfugie dans son terrier, l'hiver durera six semaines de plus. |
| 12 février                                                                   | Lincoln's Birthday               | Anniversaire de la naissance d'Abraham Lincoln    | |
| 47 jours avant Pâques                                                        | Mardi Gras                       | Mardi gras                                        | |
| 22 février                                                                   | Washington's Birthday            | Anniversaire de la naissance de George Washington | Généralement non célébré à cette date |
| 1er avril                                                                    | April Fools' Day                 | 1er avril                                         | |
| Avant-veille de Pâques                                                       | Good Friday                      | Vendredi saint                                    | |
| 22 avril                                                                     | Earth Day                        | Jour de la Terre                                  | |
| 3e ou 4e mercredi d'avril                                                    | Administrative Professionals Day | Fête des fonctionnaires et employés de bureau     | |
| 5 mai                                                                        | Cinco de Mayo                    | Fête du 5 mai                                     | Fête mexicaine célébrée aux États-Unis dans la communauté hispanique. Commémore la victoire du général Ignazo Zaragoza Seguín sur les forces françaises à la bataille de Puebla le 5 mai 1862. |
| 3e samedi de mai                                                             | Armed Forces Day                 | Fête des Forces armées                            | |
| 14 juin                                                                      | Flag Day                         | Fête du drapeau                                   | |
| 4e dimanche de juillet                                                       | Parents' Day                     | Fête des parents                                  | Combinaison de la fête des mères et de la fête des pères célébrée dans certains pays, dont les États-Unis. |
| 1er dimanche après le Labor Day                                              | Grandparents' Day                | Fête des grands-parents                           | |
| 16 septembre                                                                 | Stepfamily Day                   | Fête de la belle-famille                          | |
| 17 septembre                                                                 | Citizenship Day                  | Fête de la citoyenneté                            | |
| le quatrième vendredi de septembre                                           | Native American Day              | Jour des Premiers Américains                      | Célébré à des dates diverses selon les lieux. |
| 16 octobre                                                                   | Boss's Day                       | Jour des Patrons                                  | |
| 3e samedi d'octobre                                                          | Sweetest Day                     | Jour le plus doux                                 | Célébré surtout dans la région des Grands-Lacs et au Canada. En cette journée, on offre de menus présents (confiseries, cartes de vœux...) aux personnes pour lesquelles on a de l'affection, de la reconnaissance, etc. |
| 3e vendredi de novembre                                                      | Annual Great American Smokeout   | Journée sans tabac                                | |
| Dernière semaine de novembre-3e semaine de décembre selon le calendrier juif | Hanukkah                         | Hanoucca                                          | Réinauguration du second Temple après la victoire juive contre les Séleucides. |
| 26 décembre-1er janvier                                                      | Kwanzaa                          | Kwanzaa                                           | Célébration de l'héritage afro-américain des États-Unis |

##### Porto Rico
| Date                                 | Nom                                                                                | Remarques                                                  |
| ------------------------------------ | ---------------------------------------------------------------------------------- | ---------------------------------------------------------- |
| 1er janvier                          | Día de año nuevo (Jour de l'an)                                                    |                                                            |
| 6 janvier                            | Día de Reyes (Épiphanie)                                                           |                                                            |
| 11 janvier                           | Naissance de Eugenio María de Hostos (en)                                          | Militant de l'indépendance de Porto Rico                   |
| 3e lundi de février                  | Día de los Presidentes (Journée de la Présidence)                                  | Aussi : Commémoration de la naissance de George Washington |
| 18 février                           | Naissance de Luis Muñoz Marín                                                      | 1er gouverneur élu de Porto Rico                           |
| Début de la première semaine de mars | Día de la Ciudadanía Americana (Semaine de la citoyenneté américaine à Porto Rico) | Célébration de la citoyenneté américaine à Porto Rico      |
| 22 mars                              | Abolition de l'esclavage                                                           |                                                            |
| (variable)                           | Vendredi saint                                                                     |                                                            |
| 16 avril                             | Naissance de José de Diego                                                         | Fondateur du mouvement indépendantiste de Porto Rico       |
| Dernier lundi de mai                 | Memorial Day                                                                       | Célébration des morts pour la Patrie                       |
| 4 juillet                            | Jour de l'Indépendance                                                             | Célébration de l'indépendance des États-Unis               |
| 15 juillet                           | Naissance de Luis Muñoz Rivera (en)                                                | Figure du mouvement indépendantiste de Porto Rico          |
| 25 juillet                           | Jour de la Constitution (en)                                                       |                                                            |
| 27 juillet                           | Naissance de José Celso Barbosa                                                    | Figure du mouvement indépendantiste de Porto Rico          |
| 1er lundi de septembre               | Día del Trabajo (Fête du Travail)                                                  |                                                            |
| 2e lundi d'octobre                   | Columbus Day                                                                       | Commémoration de Colomb                                    |
| 11 novembre                          | Día del Veterano                                                                   | Journée des Anciens Combattants                            |
| 19 novembre                          | Día del Descubrimiento (Jour de la Découverte)                                     | Découverte de Porto Rico en 1493                           |
| 4e jeudi de novembre                 | Día de Acción de Gracias (Thanksgiving)                                            | Journée d'Actions de Grâce                                 |
| 24 décembre                          | Noche Buena (Nuit sainte)                                                          | Souvent demi-journée                                       |
| 25 décembre                          | Navidad (Noël)                                                                     |                                                            |
| 31 décembre                          | Año viejo (litt.:vieille année)                                                    | Souvent demi-journée                                       |

## Amérique latine

### Argentine
| Date        | Nom                                                                            | Remarques                                                                                        |
| ----------- | ------------------------------------------------------------------------------ | ------------------------------------------------------------------------------------------------ |
| 1er janvier | Jour de l'an (Año nuevo)                                                       | L'après-midi de la veille, 31 décembre, Año viejo (litt.: vieille année), est généralement chômé |
| (variable)  | Carnaval                                                                       | Mardi gras et le jour précédent.                                                                 |
| 24 mars     | Journée nationale de la Mémoire pour la Vérité et la Justice                   | Commémoration des victimes de la dernière dictature                                              |
| 2 avril     | Journée des vétérans et des combattants tombés pendant la guerre des Malouines | Aussi journée des Anciens Combattants                                                            |
| (variable)  | Vendredi saint                                                                 | Le Jeudi saint est généralement chômé                                                            |
| 1er mai     | Fête du Travail                                                                |                                                                                                  |
| 25 mai      | Révolution de Mai                                                              | Jour de la patrie                                                                                |
| 20 juin     | Manuel Belgrano                                                                | Aussi appelé Jour du drapeau, en commémoration de la mort du créateur du drapeau                 |
| 9 juillet   | Fête de l'indépendance                                                         |                                                                                                  |
| 17 août     | Général San Martín                                                             | Commémoration du jour de sa mort                                                                 |
| 12 octobre  | Jour de la race                                                                | Découverte de l'Amérique ; généralement déplacé au lundi précédent                               |
| 20 novembre | Jour de la souveraineté nationale                                              | Généralement déplacé au lundi précédent                                                          |
| 8 décembre  | Immaculée Conception                                                           | Jour de la Vierge                                                                                |
| 25 décembre | Navidad (Noël)                                                                 | L'après-midi de la veille, 24 décembre, Noche Buena (Nuit sainte), est généralement chômé        |

Note : deux jours fériés exceptionnels ont été ajoutés au calendrier de la seule année 2013, le 31 janvier, pour le bicentenaire de l'Assemblée générale constituante de 1813, ainsi que le 20 février, en commémoration de la Bataille de Salta. En 2012, le 27 février était férié à l'occasion du bicentenaire de l'adoption du drapeau argentin, ainsi que le 24 septembre, bicentenaire de la Bataille de Tucumán

### Bolivie
- 6 août : Fête de l'indépendance

### Brésil
- 1er janvier : Jour de l'an
- 20 janvier : Saint Sébastien, patron de Rio de Janeiro (Rio de Janeiro seulement).
- 25 janvier : Fondation de São Paulo (São Paulo seulement)
- (date mobile) : Carnaval (il se fête le mardi gras et les trois jours qui précèdent. Ainsi ses dates de clôture sont les mardis 4 mars en 2025 et 17 février en 2026)
- (date mobile) : Vendredi Saint (le 18 avril en 2025 et le 3 avril en 2026)
- 21 avril : Tiradentes
- 1er mai : Fête du travail
- (date mobile) : Corpus Christi (Fête-Dieu, le 19 juin en 2025 et le 4 juin en 2026)
- 7 septembre : Fête de l'Indépendance
- 12 octobre : Notre-Dame d'Aparecida, Sainte patronne du Brésil
- 2 novembre : Jour des morts
- 15 novembre : Proclamation de la République
- 24-25 décembre : Noël
- 31 décembre : Réveillon du nouvel an (un après-midi férié).

### Chili
- 1er janvier : Nouvel An (Año Nuevo)
- Mars ou avril : Vendredi Saint et dimanche de Pâques (Viernes Santo, Domingo de Pascua)
- 1er mai : Jour du Travail (Día del Trabajo)
- 21 mai : Jour des Gloires Navales et du combat naval de Iquique (Glorias Navales)
- Juin ou juillet : Jour de Saint Pierre et Saint Paul (San Pedro et San Pablo)
- 16 juillet : Jour de la Vierge du Carmen (Virgen del Carmen)
- 15 août : Assomption (Asunción de la Virgen)
- 18 septembre : Jour de l'Indépendance (Día de Independencia)
- 19 septembre : Jour des Gloires de l'Armée (Día de las Glorias del Ejército)

Les 18 et 19 septembre, et par extension parfois toute une semaine, sont célébrées les Fiestas Patrias. Le 18 septembre constitue la fête nationale chilienne.
- 12 octobre : Jour de la Découverte de l'Amérique (Día de la Raza ou Descubrimiento de América)
- 1er novembre : Toussaints (Día de Todos los Santos)
- 8 décembre : Jour de l'Immaculée Conception (Inmaculada Concepción)
- 25 décembre : Noël (Navidad)

### République dominicaine
| Date         | Nom                          | Remarques                                                     |
| ------------ | ---------------------------- | ------------------------------------------------------------- |
| 1er janvier  | Jour de l'an                 |                                                               |
| 6 janvier    | Día de Reyes (Épiphanie)     |                                                               |
| 21 janvier   | Día de la Altagracia         | Mère spirituelle du peuple dominicain                         |
| 26 janvier   | Jour de Duarte               | Naissance de Juan Pablo Duarte, Père de la patrie             |
| 27 février   | Jour de l'indépendance       |                                                               |
| (variable)   | Vendredi saint               |                                                               |
| 1er mai      | Fête du Travail              | Généralement déplacé au lundi précédent (loi du 19 juin 1997) |
| (variable)   | Corpus Christi               | 60 jours après Pâques                                         |
| 16 août      | Jour de la Restauration      |                                                               |
| 24 septembre | Notre-Dame de la Miséricorde | Día de Nuestra Señora de las Mercedes                         |
| 6 novembre   | Jour de la Constitution      | Généralement déplacé au lundi précédent (loi du 19 juin 1997) |
| 25 décembre  | Noël                         |                                                               |

## Asie

### Azerbaïdjan
Article détaillé : Fêtes et jours fériés en Azerbaïdjan.
| Date            | Nom français                                      | Nom azéri                                 | Remarques |
| --------------- | ------------------------------------------------- | ----------------------------------------- | --- |
| 1er janvier     | Jour de l'an                                      | Yeni İl Bayramı                           | Fête de la nouvelle année. |
| 8 mars          | Journée internationale des femmes                 | Beynəlxalq Qadınlar Günü                  | Journée consacrée aux droits des femmes. |
| 20 mars-21 mars | Norouz                                            | Novruz Bayramı                            | Fête de la nouvelle année qui marque le premier jour du printemps. |
| 9 mai           | Jour de la Victoire sur le fascisme               | Faşizm üzərində Qələbə Günü               | Acte de capitulation de l'Allemagne nazie est signé à Berlin à 0 h 28 le 9 mai 1945. |
| 28 mai          | Jour de la République                             | Respublika Günü                           | Anniversaire de la première république azerbaïdjanaise, la république démocratique d'Azerbaïdjan entre 1918 et 1920.                                                                                      |
| 15 juin         | Journée de Salut national                         | Milli Qurtuluş Günü                       | Heydar Aliyev retourné à la direction de la république et a été élu président de la république d'Azerbaïdjan, le 15 juin 1993.                                                                            |
| 26 juin         | Journée des Forces armées                         | Silahlı Quvvələr Günü                     | Fête marquant la création de la première unité militaire régulière (qui a formé le fondement des premières forces armées azerbaïdjanaises) par la république démocratique d'Azerbaïdjan, le 26 juin 1918. |
| 18 octobre      | Jour de l'Indépendance nationale                  | Milli Müstəqilliyi Günü                   | Récupération de la souveraineté nationale en 1991. |
| 9 novembre      | Jour du drapeau national                          | Dövlət Bayrağı Günü                       | L'adoption du drapeau de l'Azerbaïdjan comme le drapeau national, le 9 novembre 1918. |
| 12 novembre     | Jour de la Constitution                           | Konstitusiya Günü                         | L'adoption de la Constitution de l'Azerbaïdjan, le 12 novembre 1995. |
| 17 novembre     | Journée de la renaissance nationale               | Milli Dirçəliş Günü                       | Commémoration des manifestations pour l'indépendance à Bakou en novembre et décembre de 1988. |
| 31 décembre     | Journée de solidarité des Azerbaïdjanais du Monde | Dünya Azərbaycanlılarının Həmrəyliyi Günü | Fête marquant l'unité symbolique et les relations de la nation azerie en Azerbaïdjan et dans la diaspora.                                                                                                 |

| Date hégire (lunaire) | Nom français                                  | Nom azéri       | Remarques                                                                 |
| --------------------- | --------------------------------------------- | --------------- | ------------------------------------------------------------------------- |
| 1er chawal            | Fête de la rupture du jeûne ou la petite fête | Ramazan Bayramı | Marque la fin du ramadan (deux jours fériés).                             |
| 10 doul hijja         | La grande fête ou fête du sacrifice           | Qurban Bayramı  | Commémore le sacrifice du prophète Abraham (Ibrahim) (deux jours fériés). |

### Brunei
| Date        | Nom français              | Nom local | Remarques                     |
| ----------- | ------------------------- | --------- | ----------------------------- |
| 1er janvier | Jour de l’An              |           |                               |
| 23 février  | Fête nationale            |           |                               |
| 1er juin    | Journée des Forces armées |           |                               |
| 15 juillet  | Anniversaire du sultan    |           | Les festivités durent un mois |

- On fête également au Brunei le nouvel An chinois et les fêtes religieuses du calendrier musulman.

- De nos jours, il est interdit de fêter Noël dans le sultanat du Brunei[11].

### Corée du Sud
| Date              | Nom français                           | Nom local                                          | Remarques |
| ----------------- | -------------------------------------- | -------------------------------------------------- | --- |
| 1er janvier       | Jour de l'an                           | 새해 (Saehae)                                      | |
| Janvier-février   | Nouvel an lunaire                      | 설날 (Seollal)                                     | Premier jour du premier mois lunaire, ainsi que le jour précédent et le suivant |
| 1er mars          | Jour du Mouvement d’Indépendance       | 삼일절;三一節 (Samiljeol)                          | Commémore le départ d’un mouvement d’indépendance de tout le pays s’opposant à la colonisation japonaise, le 1er mars 1919, lors des funérailles du dernier empereur coréen, Gojong |
| 5 avril           | Jour des arbres                        | 식목일;植木日 (Singmogil)                          | |
| 5 mai             | Jour des enfants                       | 어린이날 (Eorininal)                               | |
| Avril - Mai       | Naissance de Bouddha                   | 부처님오신날 (Bucheonim osinnal)                   | Huitième jour du quatrième mois lunaire |
| 6 juin            | Commémoration des morts pour la patrie | 현충일;顯忠日 (Hyeonchungil)                       | |
| 17 juillet        | Jour de la Constitution                | 제헌절;制憲節 (Jeheonjeol)                         | |
| 15 août           | Jour de l’Indépendance (libération)    | 광복절;光復節 (Gwangbokjeol)                       | |
| Septembre-octobre | Récoltes                               | 추석;秋夕 (Chuseok)                                | Quatorzième, quinzième et seizième jours du huitième mois lunaire |
| 3 octobre         | Fête nationale                         | 개천절;開天節 (Gaecheonjeol)                       | Anniversaire de la fondation légendaire de la Corée en 2333 av. J.-C. |
| 9 octobre         | Jour du hangeul                        | 한글날 (Hangeulnal)                                | Anniversaire de la promulgation du Hunminjeongeum le 9 octobre 1446. |
| 25 décembre       | Noël                                   | 크리스마스/성탄절 (Keuriseumaseu)/(seong-tan-jeol) | Transcription en phonétique coréenne de l'anglais Christmas. |

### Japon
Quand un jour férié tombe un dimanche, le lendemain est chômé. La semaine du 29 avril au 5 mai est appelée Golden week.
- 1er janvier : Ganjitsu (元日), jour de l'an.
- 2e lundi de janvier : Seijin no Hi (成人の日), jour de l'accession à la majorité.
- 11 février : Kenkoku kinen no hi (建国記念の日), anniversaire de la fondation de l'État.
- 23 février : Tennō Tanjōbi, anniversaire de l'empereur.
- 15 mars : Hōnen Matsuri (豊年祭), fête des moissons (et de la fertilité).
- 20 ou 21 mars : Shunbun no hi, jour de l'équinoxe de printemps.
- 29 avril: Shōwa no Hi, anniversaire de l’empereur Shōwa.
- 3 mai : Kenpō Kinen Bi, commémoration de la constitution.
- 4 mai : Midori no Hi (みどりの日), fête de la nature.
- 5 mai : Kodomo no hi (こどもの日), jour des enfants.
- 3e lundi de juillet : Umi no hi (海の日), jour de la mer.
- 11 août : Yama no Hi (山の日), jour de la montagne (depuis 2016)
- 3e lundi de septembre : Keirō no Hi, jour des personnes âgées.
- 22 ou 23 septembre : Shūbun no Hi, jour de l'équinoxe d'automne.
- 2e lundi d'octobre : Taiiku no Hi, jour de l'éducation physique.
- 3 novembre : Bunka no Hi (文化の日), jour de la culture.
- 23 novembre : Kinrō Kansha no Hi, fête du travail.

### Liban
| Date         | Nom                                   | Remarques |
| ------------ | ------------------------------------- | --- |
| 1er janvier  | Jour de l'an                          | |
| 6 janvier    | Épiphanie                             | |
| 6 janvier    | Noël arménien                         | Selon l'Église apostolique arménienne.                                                                                |
| 9 février    | Saint Maron                           | Le saint patron des Maronites.                                                                                        |
| (variable)   | Mawlid El-Rassul                      | Naissance du Prophète.                                                                                                |
| 9 mars       | Fête des professeurs                  | Journée non travaillée dans les écoles.                                                                               |
| 25 mars      | Annonciation                          | |
| (variable)   | Vendredi saint                        | |
| (variable)   | Pâques                                | |
| 1er mai      | Fête du Travail                       | Quand ce jour férié tombe un dimanche, le lendemain est chômé.                                                        |
| 25 mai       | Résistance et Libération du Sud-Liban | Cette date marque le retrait des troupes coloniales sionistes du Sud-Liban et la victoire de la Résistance Libanaise. |
| 15 août      | Assomption de Marie                   | |
| (variable)   | Aïd el-Fitr                           | |
| (variable)   | Aïd al-Adha                           | |
| 1er novembre | Toussaint                             | |
| 22 novembre  | Jour de l'indépendance libanaise      | Quand ce jour férié tombe un dimanche, le lendemain est chômé.                                                        |
| (variable)   | Hégire                                | |
| (variable)   | Achoura                               | |
| 25 décembre  | Noël                                  | |

## Europe
La moyenne du nombre de jours fériés dans l'Union Européenne et au Royaume-Uni est de 11,8 jours.
En 1964 et 1985, le Conseil de l'Europe et l'Union européenne ont respectivement institué la Journée de l'Europe :
- le Conseil de l'Europe la célèbre le 5 mai pour commémorer sa création ;
- l'Union européenne la célèbre le 9 mai pour commémorer la Déclaration Schuman.

### Allemagne
L'Allemagne a supprimé le Buß und Bettag (sauf en Saxe et en Bavière) au début des années 1990, ce qui a inspiré l'affaire du Lundi de Pentecôte en France.

### Autriche
| Nom français                | Nom local               | Date         | B | C | BA | HA | S | ST | T | V | W |
| --------------------------- | ----------------------- | ------------ | - | - | -- | -- | - | -- | - | - | - |
| Nouvel an                   | Neujahr                 | 1er janvier  | • | • | •  | •  | • | •  | • | • | • |
| Épiphanie                   | Dreikönigsfest          | 6 janvier    | • | • | •  | •  | • | •  | • | • | • |
| Saint Joseph                | Josef der Zimmermann    | 19 mars      |   | • |    |    |   | •  | • | • |   |
| Vendredi saint              | Karfreitag              | Mobile       | • | • | •  | •  | • | •  | • | • | • |
| Pâques                      | Ostermontag             | Mobile       | • | • | •  | •  | • | •  | • | • | • |
| Fête du travail             | Erster Mai              | 1er mai      | • | • | •  | •  | • | •  | • | • | • |
| Florian de Lorch            | Florian von Lorch       | 4 mai        |   |   |    | •  |   |    |   |   |   |
| Ascension                   | Christi Himmelfahrt     | Mobile       | • | • | •  | •  | • | •  | • | • | • |
| Pentecôte                   | Pfingsten               | Mobile       | • | • | •  | •  | • | •  | • | • | • |
| Fête-Dieu                   | Fronleichnam            | Mobile       | • | • | •  | •  | • | •  | • | • | • |
| Assomption                  | Mariä Himmelfahrt       | 15 août      | • | • | •  | •  | • | •  | • | • | • |
| Saint Rupert                | Rupert von Salzburg     | 24 septembre |   |   |    |    | • |    |   |   |   |
| Référendum de Carinthie     | Tag der Volksabstimmung | 10 octobre   |   | • |    |    |   |    |   |   |   |
| Fête nationale autrichienne | Nationalfeiertag        | 26 octobre   | • | • | •  | •  | • | •  | • | • | • |
| Toussaint                   | Allerheiligen           | 1er novembre | • | • | •  | •  | • | •  | • | • | • |
| Saint Martin                | Martin von Tours        | 11 novembre  | • |   |    |    |   |    |   |   |   |
| Saint Léopold               | Leopold                 | 15 novembre  |   |   | •  |    |   |    |   |   | • |
| Immaculée conception        | Mariä Empfängnis        | 8 décembre   | • | • | •  | •  | • | •  | • | • | • |
| Veillée de Noël             | Heiliger Abend          | 24 décembre  | • | • | •  | •  | • | •  | • | • | • |
| Noël                        | Christtag               | 25 décembre  | • | • | •  | •  | • | •  | • | • | • |
| Saint Étienne               | Stefanitag              | 26 décembre  | • | • | •  | •  | • | •  | • | • | • |
| Saint-Sylvestre             | Silvester               | 31 décembre  | • | • | •  | •  | • | •  | • | • | • |

### Belgique
- 1er janvier : Jour de l'an
- Lundi de Pâques (date variable, le 21 avril pour 2025 et le 6 avril pour 2026)
- 1er mai : Fête du Travail
- Ascension (date variable, le 29 mai pour 2025 et le 14 mai pour 2026)
- Lundi de Pentecôte (date variable, le 5 juin pour 2017 et le 21 mai pour 2018)
- 21 juillet : Fête Nationale
- 15 août : Assomption
- 1er novembre : Toussaint
- 11 novembre : Armistice 1918
- 25 décembre : Noël

### Danemark
La plupart des jours fériés du Danemark sont inspirés par des fêtes chrétiennes.
Le 5 juin est le jour de la Constitution (Grundlovsdag), fête nationale pour l'anniversaire de la signature de la constitution danoise en 1849.
- liste des jours fériés au Danemark

### Espagne
Le calendrier officiel des jours fériés est publié au bulletin officiel avant le début de l’année. Il ne comprend pas les fêtes locales qui sont reprises dans le bulletin officiel de chaque communauté autonome.
En 2011, une résolution de la direction générale du travail a fixé sept fêtes nationales non remplaçables et cinq fêtes nationales qui peuvent être remplacées par les communautés autonomes. De plus, chaque communauté peut choisir deux autres dates pour des fêtes locales.
Les 7 fêtes nationales (en vert dans le tableau ci-dessous) sont :
- 1er janvier (Nouvel An)
- 22 avril (Vendredi saint)
- 15 août (Assomption)
- 12 octobre (Fête nationale)
- 1er novembre (Toussaint)
- 6 décembre (Jour de la constitution)
- 8 décembre (Immaculée conception)

Les 5 fêtes nationales (en jaune dans le tableau ci-dessous) que les communautés autonomes peuvent remplacer par d’autres jours sont :
- 6 janvier (Épiphanie)
- 19 mars (Saint Joseph) ou 21 avril (Jeudi Saint)
- 2 mai (en remplacement de la fête du travail du 1er mai qui tombe un dimanche en 2011)
- 25 juillet (Saint Jacques)
- 26 décembre (en remplacement de Noël qui tombe un dimanche en 2011)

Le calendrier des jours fériés s’établit comme suit pour l’année 2011.
| Nom                                     | Nom local                              | Date         | And | Ar | Ast | Bal | Can | Ctb | C L | C M | Cat | Ext | Gal | Rio | Mad | Mur | Nav | Bas | Val | Ceu | Mel |
| --------------------------------------- | -------------------------------------- | ------------ | --- | -- | --- | --- | --- | --- | --- | --- | --- | --- | --- | --- | --- | --- | --- | --- | --- | --- | --- |
| Nouvel an                               | Año Nuevo                              | 1er janvier  | •   | •  | •   | •   | •   | •   | •   | •   | •   | •   | •   | •   | •   | •   | •   | •   | •   | •   | •   |
| Épiphanie                               | Epifanía del Señor                     | 6 janvier    | •   | •  | •   | •   | •   | •   | •   | •   | •   | •   | •   | •   | •   | •   | •   | •   | •   | •   | •   |
| Jour des îles Baléares                  | Día de las Illes Balears               | 1er mars     |     |    |     | •   |     |     |     |     |     |     |     |     |     |     |     |     |     |     |     |
| San Jose                                |                                        | 19 mars      |     |    |     |     |     |     |     | •   |     |     | •   |     |     | •   |     |     | •   |     | •   |
| Jeudi saint                             | Jueves santo                           | 21 avril     | •   | •  | •   | •   | •   |     | •   | •   |     | •   | •   | •   | •   | •   | •   | •   | •   | •   | •   |
| Vendredi saint                          | Viernes Santo                          | 22 avril     | •   | •  | •   | •   | •   | •   | •   | •   | •   | •   | •   | •   | •   | •   | •   | •   | •   | •   | •   |
| Saint Georges, journée de l'Aragon      | San Jorge, Día de Aragón               | 23 avril     |     | •  |     |     |     |     |     |     |     |     |     |     |     |     |     |     |     |     |     |
| Fête de la communauté autonome          | Fiesta de la Comunidad Autónoma        | 23 avril     |     |    |     |     |     |     |     | •   |     |     |     |     |     |     |     |     |     |     |     |
| Lundi de Pâques                         | Lunes de Pascua                        | 25 avril     |     |    |     | •   |     |     |     |     | •   |     |     | •   |     |     | •   | •   |     |     |     |
| Fête du travail                         | Fiesta del Trabajo                     | 2 mai        | •   | •  | •   |     |     | •   |     |     |     | •   |     |     | •   | •   |     |     | •   | •   |     |
| Journée des lettres galiciennes         | Día de las Letras Gallegas             | 17 mai       |     |    |     |     |     |     |     |     |     |     | •   |     |     |     |     |     |     |     |     |
| Journée des îles Canaries               | Día de Canarias                        | 30 mai       |     |    |     |     | •   |     |     |     |     |     |     |     |     |     |     |     |     |     |     |
| Journée de la région Castille-La-Mancha | Día de la Región de Castilla-La-Mancha | 31 mai       |     |    |     |     |     |     |     | •   |     |     |     |     |     |     |     |     |     |     |     |
| Journée de la région Rioja              | Día de La Rioja                        | 9 juin       |     |    |     |     |     |     |     |     |     |     |     | •   |     |     |     |     |     |     |     |
| Journée de la région de Murcie          | Diá de la Régión de Murcia             | 9 juin       |     |    |     |     |     |     |     |     |     |     |     |     |     | •   |     |     |     |     |     |
| Lundi de Pâques de Grenade              | Lunes de Pascua Granada                | 13 juin      |     |    |     |     |     |     |     |     | •   |     |     |     |     |     |     |     |     |     |     |
| Fête-Dieu                               | Fiesta del Corpus Christi              | 23 juin      | •   |    |     |     |     |     | •   |     |     |     |     |     | •   |     |     |     |     |     |     |
| Saint-Jean                              | San Juan                               | 24 juin      |     |    |     |     |     |     |     |     | •   |     |     |     |     |     |     |     |     |     |     |
| Fête de Saint-Jacques                   | Santíago Apóstol                       | 25 juillet   | •   |    |     |     |     |     | •   |     |     |     | •   | •   | •   |     | •   | •   |     |     |     |
| Jour des institutions                   | Día de las Instituciones               | 28 juillet   |     |    |     |     |     | •   |     |     |     |     |     |     |     |     |     |     |     |     |     |
| Assomption                              | Asuncíon de la Virgen                  | 15 août      | •   | •  | •   | •   | •   | •   | •   | •   | •   | •   | •   | •   | •   | •   | •   | •   | •   | •   | •   |
| Journée des Asturies                    | Día de Asturias – Día d'Asturies       | 8 septembre  |     |    | •   |     |     |     |     |     |     |     |     |     |     |     |     |     |     |     |     |
| La Bien Aparacida                       |                                        | 15 septembre |     |    |     |     |     | •   |     |     |     |     |     |     |     |     |     |     |     |     |     |
| Journée de l'Extrémadure                | Día de Extremadura                     | 8 octobre    |     |    |     |     |     |     |     |     |     | •   |     |     |     |     |     |     |     |     |     |
| Fête nationale                          | Fiesta nacional de España              | 12 octobre   | •   | •  | •   | •   | •   | •   | •   | •   | •   | •   | •   | •   | •   | •   | •   | •   | •   | •   | •   |
| Journée du Pays basque                  | Día del País Vasco-Euskadiko Eguna     | 25 octobre   |     |    |     |     |     |     |     |     |     |     |     |     |     |     |     | •   |     |     |     |
| Toussaint                               | Todos los Santos                       | 1er novembre | •   | •  | •   | •   | •   | •   | •   | •   | •   | •   | •   | •   | •   | •   | •   | •   | •   | •   | •   |
| Jour du sacrifice                       | Día del Sacrificio                     | 7 novembre   |     |    |     |     |     |     |     |     |     |     |     |     |     |     |     |     |     | •   | •   |
| Jour de la constitution                 | Día de la Constitution Española        | 6 décembre   | •   | •  | •   | •   | •   | •   | •   | •   | •   | •   | •   | •   | •   | •   | •   | •   | •   | •   | •   |
| Immaculée Conception                    | Immaculada Concepcíon                  | 8 décembre   | •   | •  | •   | •   | •   | •   | •   | •   | •   | •   | •   | •   | •   | •   | •   | •   | •   | •   | •   |
| Noël                                    | Natividad del Señor                    | 26 décembre  |     | •  | •   | •   | •   |     |     | •   | •   | •   |     |     |     |     | •   |     |     | •   | •   |

### France
En France, 11 fêtes sont légalement définies comme jours fériés par le code du travail dans l'article L3133-1. D'une part, certains articles prévoient des jours fériés différents pour certaines régions : L3134-13 (Vendredi Saint et second jour de Noël en Alsace-Moselle), L3422-2 (Abolition de l'esclavage dans les départements d’outre-mer), L3422-3 (Jours fériés supplémentaires pouvant être appliqués par accord/conventions/usage à Mayotte). D'autre part, certaines conventions collectives prévoient des jours fériés supplémentaires (e.g. celle de la banque dans les Antilles avec le Mercredi des Cendres, la commémoration de Victor Schœlcher le 21 juillet…).
| Date                                                                  | Nom                                | Remarques |
| --------------------------------------------------------------------- | ---------------------------------- | --- |
| 1er janvier                                                           | Jour de l'an                       | Premier jour de l’année ; pour les catholiques, fête de Sainte Marie Mère de Dieu (avant le concile Vatican II, Circoncision de Jésus-Christ). |
| 47e et 46e jours avant Pâques                                         | Mardi gras et Mercredi des Cendres | Jours fériés supplémentaires spécifiques aux Antilles. |
| Avant-veille de Pâques                                                | Vendredi saint                     | Jour férié chrétien supplémentaire spécifique aux départements de la Moselle, du Bas-Rhin et du Haut-Rhin et des Antilles. |
| Lendemain du dimanche de Pâques.                                      | Lundi de Pâques                    | Pâques (fête chrétienne commune aux catholiques et aux protestants) est le premier dimanche qui suit la première pleine lune de printemps. |
| 1er mai                                                               | Fête du Travail                    | Commémore la ratification de la journée de travail de 8 heures ; traditionnellement le jour de nombreuses manifestations syndicales et politiques en France. (Depuis 1947, l’appellation "Fête du Travail" n’est que coutumière, i.e. non officielle).                                                                                        |
| 8 mai                                                                 | Fête de la Victoire                | Commémoration de la capitulation de l'Allemagne nazie mettant fin à la Seconde Guerre mondiale en Europe. |
| 22 mai                                                                | Abolition de l’esclavage           | Dans le département de la Martinique uniquement. |
| 27 mai                                                                | Abolition de l’esclavage           | Dans le département de la Guadeloupe uniquement. |
| Jeudi 40 jours après Pâques                                           | Ascension                          | Fête chrétienne célébrant la montée de Jésus aux cieux. |
| Le lundi suivant le dimanche de Pentecôte (le septième après Pâques). | Lundi de Pentecôte                 | Fête chrétienne célébrant la descente du Saint-Esprit parmi les apôtres et la naissance de l'Église. Même si cette journée est redevenue chômée, le Lundi de Pentecôte fut choisi comme Journée de solidarité envers les personnes âgées et handicapées de 2005 à 2007 (inclus) et devait être considéré comme travaillé (sans rémunération). |
| 10 juin                                                               | Abolition de l'esclavage           | Dans le département de la Guyane uniquement. |
| 14 juillet                                                            | Fête nationale                     | Commémoration de la Fête de la Fédération du 14 juillet 1790 (elle-même anniversaire de la prise de la Bastille en 1789). |
| 15 août                                                               | Assomption                         | Fête catholique célébrant la montée de la Vierge Marie aux cieux. Fête de Marie, sainte patronne de la France et Fête nationale sous la Monarchie. |
| 9 octobre                                                             | Abolition de l'esclavage           | Dans collectivité d'outre-mer de Saint-Barthélemy uniquement. |
| 1er novembre                                                          | Toussaint                          | Fête de tous les saints de l’Église catholique. |
| 2 novembre                                                            | Fête des morts                     | Le jour des morts est à la fois une journée de commémoraison et une journée d'intercession, de prière pour les morts. Jour férié chrétien supplémentaire spécifique à la Martinique et à la Guadeloupe. |
| 11 novembre                                                           | Armistice de 1918                  | Jour anniversaire de l’armistice mettant fin à la Première Guerre mondiale et de commémoration annuelle de la victoire et de la paix, journée d'hommage à tous les morts pour la France. |
| 20 décembre                                                           | Fête réunionnaise de la liberté    | Fête de l’abolition de l'esclavage uniquement à La Réunion. |
| 25 décembre                                                           | Noël                               | Naissance de Jésus-Christ. |
| 26 décembre                                                           | Saint Étienne                      | Jour férié chrétien supplémentaire spécifique aux départements de la Moselle, du Bas-Rhin et du Haut-Rhin. |

### Italie
En Italie, 12 fêtes sont légalement définies comme jours fériés par le code du travail. Huit jours sont des fêtes chrétiennes (six ordinaires et deux supplémentaires), trois sont fêtes civiles, tandis que le dernier est local : l’Italie en effet, pays avec une forte tradition municipale, donne aux communes la possibilité de choisir un jour à l’an qui est férié comme les fêtes nationales. Dans la province de Bolzano, cette possibilité est pour tous les communes le lundi suivant le dimanche de Pentecôte, le septième après Pâques, le lundi de Pentecôte, fête chrétienne célébrant la descente du Saint-Esprit parmi les apôtres et la naissance de l'Église.
Le 4 novembre, Armistice de 1918, jour anniversaire de l’armistice mettant fin à la Première Guerre mondiale et de commémoration annuelle de la victoire et de la paix, journée d'hommage à tous les morts pour l’Italie, est celebré le dimanche suivant.
Tous les dimanches, y compris la Pâques, sont fêtes.
| Date                             | Nom                   | Remarques |
| -------------------------------- | --------------------- | --- |
| 1er janvier                      | Jour de l’an          | Premier jour de l’année ; Pour les catholiques, fête de Sainte Marie Mère de Dieu ou de la Circoncision de Jésus-Christ.                                     |
| 6 janvier                        | Épiphanie             | Fête chrétienne qui reçoit la visite et l'hommage de mages, et occasion de donner des gâteaux aux garçons. Elle marque la fin de la période de Noël.         |
| Lendemain du dimanche de Pâques. | Lundi de Pâques       | Pâques, fête chrétienne, est le premier dimanche qui suit la première pleine lune de printemps.                                                              |
| 25 avril                         | Fête de la Liberation | Commémoration de l'insurrection démocratique contre les nazis aidant les Alliés à mettre fin à la Seconde Guerre mondiale en Italie.                         |
| 1er mai                          | Fête du Travail       | Commémore la ratification de la journée de travail de 8 heures ; traditionnellement le jour de nombreuses manifestations syndicales et politiques en Italie. |
| 2 juin                           | Fête nationale        | Commémoration du referendum du 2 juin 1946 établissant la République en Italie.                                                                              |
| 15 août                          | Assomption            | Fête catholique célébrant la montée de la Vierge Marie aux cieux. Fête de Marie.                                                                             |
| 1er novembre                     | Toussaint             | Fête de tous les saints de l’Église catholique. |
| 8 décembre                       | Immaculée Conception  | Fête chrétienne. Elle marque le début de la période de Noël.                                                                                                 |
| 25 décembre                      | Noël                  | Naissance de Jésus-Christ. |
| 26 décembre                      | Saint Étienne         | Jour férié chrétien supplémentaire. |
| selon la commune                 | Fête communale        | Selon la commune (pour exemple, le 29 juin à Rome et le 7 décembre à Milan).                                                                                 |

### Pays-Bas
- 1er janvier : Jour de l'an
- Vendredi-Saint
- Lundi de Pâques (date variable, le 21 avril pour 2025 et le 6 avril pour 2026)
- 27 avril : Fête du roi (Koningsdag)
- 5 mai : Fête de la libération (une fois tous les 5 ans: 2020, 2025…)
- Ascension (date variable, le 29 mai pour 2025 et le 14 mai pour 2026)
- Lundi de Pentecôte (date variable, le 1er juin pour 2020)
- 25 décembre : 1er jour de Noël
- 26 décembre : 2eme jour de Noël

### Suisse
La Constitution de la Suisse ne prévoit qu'un seul jour férié :
- Fête nationale : 1er août

Les cantons peuvent fixer jusqu'à 8 jours fériés au total.
En plus de la fête nationale, les jours fériés suivants sont communs à tous les cantons :
- Jour de l'an : 1er janvier
- Ascension (date variable, le 29 mai pour 2025 et le 14 mai pour 2026)
- Noël : 25 décembre

Les autres jours fériés dépendent principalement des traditions religieuses des cantons :
- Saint-Berthold (2 janvier)
- Vendredi saint (date variable, le 18 avril pour 2025 et le 3 avril pour 2026)
- Lundi de Pâques (date variable, le 21 avril pour 2025 et le 6 avril pour 2026)
- Lundi de Pentecôte (date variable, le 5 juin pour 2025 et le 24 mai pour 2026)
- Jeûne genevois, jeudi qui suit le premier dimanche de septembre...
- Jeûne fédéral
- Toussaint
- Fête Dieu
- Saint-Étienne (26 décembre)

### République tchèque
Les jours fériés sont divisés en fêtes de l'État (Státní svátek) et autres fêtes (ostatní svátek) dont le caractère est religieux ou privé.
Les fêtes de l'État sont :
- 1er janvier, jour du renouvellement de l'indépendance de l'État tchèque qui célèbre la fin de la Tchécoslovaquie et la création conjointe de la Slovaquie et de la République tchèque.
- 8 mai, jour de la victoire (fin de la Seconde Guerre mondiale en Europe)
- 5 juillet, jour des apôtres des Slaves Cyrille et Méthode
- 6 juillet, jour de la mort sur le bûcher de Jan Hus
- 28 septembre, jour de l'État tchèque (Den české státnosti), dénomination laïque de la fête de saint Venceslas, patron de la Bohême
- 28 octobre, jour de la naissance de la Tchécoslovaquie
- 17 novembre, jour commémoratif de la Révolution de velours

Les autres fêtes, tout aussi fériées, sont :
- 1er janvier, Jour de l'an
- lundi de Pâques
- 1er mai, fête du Travail selon la tradition communiste mais, au niveau privé, fête de l'amour selon une tradition tchèque bien ancrée
- 24 décembre, « jour généreux » (Štědrý den )
- 25 décembre, premier jour férié de Noël
- 26 décembre, second jour férié de Noël

## Suède
La Suède a ajouté pour la première fois sa fête nationale le 6 juin (depuis 1983) aux jours fériés en 2005.